# Dent de Ruth
Dent de Ruth är en bergstopp i Schweiz.   Den ligger i distriktet Gruyère och kantonen Fribourg, i den sydvästra delen av landet, 50 km söder om huvudstaden Bern. Toppen på Dent de Ruth är 2 236 meter över havet, eller 826 meter över den omgivande terrängen. Bredden vid basen är 14,0 km.
Terrängen runt Dent de Ruth är kuperad åt sydost, men åt nordväst är den bergig. Närmaste större samhälle är Saanen, 7,3 km söder om Dent de Ruth. 
I omgivningarna runt Dent de Ruth växer i huvudsak blandskog. Runt Dent de Ruth är det ganska glesbefolkat, med 38 invånare per kvadratkilometer.